# Club Atlético de San Isidro (rugby a 15)
Il Club Atlético de San Isidro rugby è la sezione rugbistica della omonima società polisportiva argentina di San Isidro (provincia di Buenos Aires).
Fondata nel 1907, la sezione ha vinto 33 campionati della provincia di Buenos Aires.
Il club è spesso abbreviato CASI, per evitare ambiguità con l'altra società rugbistica cittadina, il San Isidro Club, a sua volta talora abbreviato SIC.

## Storia

### Il rugby
Così come avevano portato il calcio e il cricket, i britannici portarono in Argentina anche il rugby; fu quindi naturale che il CASI istituisse una sezione dedicata a tale disciplina, e nel 1907 la sezione rugbistica del club vide la luce, benché nel primo anno di vita disputò solo incontri amichevoli e dovette fronteggiare la difficoltà di disporre in pianta stabile di almeno quindici giocatori a tempo pieno, cosa questa che provocò la temporanea dismissione dell'attività.
Dopo una nuova, falsa partenza nel 1911, nel 1916 l'attività rugbistica ripartì su presupposti più solidi, anche grazie all'apporto di atleti della società di ginnastica e scherma di Buenos Aires, fuoriusciti dal loro club originale per dissidii interni; nel 1917 la squadra fu affiliata alla federazione rugbistica del Rio della Plata, entrando così nel campionato ufficiale, che, sorprendendo tutti, vinse al suo primo anno, e non perse più fino al 1930: in 13 stagioni (nel 1919 il campionato non fu disputato) il CASI vinse altrettanti titoli.
Il 1917 fu anche l'anno in cui il club si diede la sua tenuta di gioco definitiva, una maglia a strisce orizzontali bianche e nere, ispirata a quella analoga di un club britannico.
Dopo altri due titoli negli anni trenta, contesi al Club Universitario di Buenos Aires, giunse un periodo difficile, che portò alla scissione che diede vita al club rivale del CASI, il San Isidro Club (1935).
Il CASI tornò alla vittoria negli anni cinquanta, con quattro titoli consecutivi tra il 1954 e il 1957, poi tre ulteriori tra il 1960 e il 1962 (in tale ultima stagione, tra l'altro, anche la squadra riserve e la giovanile si laurearono campioni, imponendo la supremazia del club su tutto il rugby argentino); nel 1964, oltre a ripetere l'impresa di due anni prima, il club vide la presenza di molti suoi giocatori nelle varie rappresentative nazionali, delle quali la maggiore, quella dei Pumas, si laureò campione continentale al termine del Sudamericano 1964.
Furono tre i titoli negli anni settanta, poi nel 1981 giunse il 30º campionato vinto; nonostante la concorrenza di altri club come lo stesso San Isidro Club, l'Alumni, il Banco Nación di Hugo Porta e l'Hindú Club, la squadra, pur non vincendo come in passato, fu la fucina di numerosi atleti di rilievo internazionale: nella rosa dei Pumas alla Coppa del Mondo di rugby 1987, la prima della storia, presero parte sei giocatori del CASI su 26 convocati; tra di essi anche l'attuale tecnico della prima squadra Fernando Morel, ed elementi come Jorge Allen, che militò anche in Italia.
Da dopo la riforma del campionato decisa nel 1985 dalla Unión Argentina de Rugby, il CASI ha vinto un titolo, nel 2005, pur continuando a fornire alla Nazionale elementi di sicuro valore, uno su tutti il, recentemente ritiratosi, mediano di mischia Agustín Pichot, che nella Coppa del Mondo di rugby 2007 si classificò terzo assoluto, oltre ad avere militato ad alto livello nei campionati d'Inghilterra e Francia.

## Stemma e colori sociali
La tenuta di gioco del club è, come detto, composta da una maglietta a strisce orizzontali bianche e nere alternate, pantaloncini e calzettoni bianchi; quella alternativa invece prevede una maglietta completamente nera, fatto salvo il resto della tenuta.
Il colore fu scelto nel 1917; in precedenza i giocatori adottarono un'uniforme a strisce verdi orizzontali e, più tardi, dopo la rifondazione del 1916, una rossa in omaggio al colore delle maglie dei giocatori della facoltà di Medicina dell'Università di Buenos Aires.
Lo stemma del club è un cerchio azzurro con in bianco l'acronimo CASI, circondato da un bordo nero sulla cui parte superiore è inscritto il nome completo, Club Atlético de San Isidro, e in basso l'anno di fondazione, 1902.
L'azzurro è, invece, il colore delle maglie di gioco delle squadre di hockey su prato maschile e femminile, anch'esse fornitrici di numerosi elementi alle rispettive Nazionali.

## Rivalità con il San Isidro Club
Per ragioni storiche, dal momento che all'origine di tutto vi fu una scissione societaria, la maggiore rivalità sportiva del CASI è con il San Isidro Club, società che dalla sua fondazione ha vinto 23 titoli di campione URBA contro i 33 del più anziano concittadino; le due squadre si sono incontrate 112 volte dal 1935, con 58 vittorie del CASI, 44 del SIC e 10 pareggi; nel 2005, a 20 anni di distanza dall'ultimo titolo e a 10 dalla conquista dell'unico Nacional de Clubes, l'incontro tra le due squadre valse per la finale del torneo URBA, il 33° e a tutt'oggi ultimo vinto dal CASI.
L'incontro più recente tra le due squadre risale al 23 maggio 2009, vittoria per 19-17 del San Isidro Club.

## Palmarès

### Rugby
- Campionati URBA: 33
1917, 1918, 1920-1930, 1933, 1934, 1943, 1949[4], 1954-1957, 1960-1962, 1964, 1967[4], 1974-1976, 1981, 1982, 1985, 2005.
- Nacional de Clubes: 1
1995

## Giocatori di rilievo

### Rugby
Sono elencati i giocatori di rilievo internazionale che hanno militato per tutta la loro carriera, o si sono formati, presso il CASI; essi hanno preso parte anche alle varie edizioni della Coppa del Mondo con l'Argentina.
Santiago Phelan fu anche allenatore del club fino al 2007, prima di diventare il C.T. della Nazionale, incarico che a tutto il 2009 tuttora ricopre.
- Jorge Allen
- Matías Allen
- Eliseo Branca
- Roberto Cobelo
- Fernando Morel
- Santiago Phelan
- Agustín Pichot
- Gabriel Travaglini